# Integral de Lebesgue

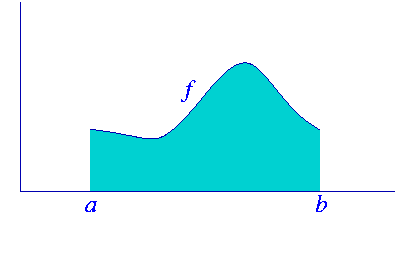
La integral de una función no negativa puede ser interpretada como el área bajo la curva.

En Análisis matemático, la integral de Lebesgue es la extensión y reformulación del concepto de integral de Riemann a una clase más amplia de funciones reales, así como extiende los posibles dominios en los cuales estas integrales pueden definirse. Es una herramienta que resuelve casos que no pueden la integral de Riemann o la de Stieljes.
La integral de Lebesgue desempeña un papel muy importante en el análisis real, la teoría de la medida, teoría de probabilidades y en muchas otras ramas de la matemática. Debe su nombre al matemático francés Henri Lebesgue (1875-1941) que propuso la noción y demostró las principales propiedades de este tipo de integral en 1904.

## Introducción
Hacía mucho que se sabía que para funciones no negativas con una curva suficientemente suave (como una función continua en intervalos cerrados) el área bajo la curva podía definirse como la integral y calcularse usando técnicas de aproximación de la región mediante rectángulos o polígonos. Pero como se necesitaba considerar funciones más irregulares, se hizo evidente que una aproximación más cuidadosa era necesaria para definir una integral que se ajustara a dichos problemas.
La integral de una función {\displaystyle f} entre los límites de integración {\displaystyle a} y {\displaystyle b} puede interpretarse como el área bajo la gráfica de {\displaystyle f}. Esto es fácil de entender para funciones que nos son familiares como los polinomios, la exponencial o logarítmica, pero ¿qué quiere decir para funciones más exóticas o con comportamiento errático? En general, ¿cuál es la clase de funciones para las cuales el concepto de «área bajo la curva» tiene sentido? La respuesta a esta interrogante tiene importancia teórica y práctica fundamental.
Como parte del gran avance de las matemáticas en el siglo XIX, se hicieron varios intentos de poner sobre bases sólidas el cálculo integral. La integral de Riemann, propuesta por Bernhard Riemann (1826-1866), sentó la primera base sólida sobre la cual se desarrolló la integral. La definición de Riemann empieza con la construcción de una sucesión de áreas rectangulares fácilmente calculables que convergen a la integral de una función dada. Esta definición es buena en el sentido que provee las respuestas adecuadas y esperadas para muchos problemas ya resueltos, así como importantes y útiles resultados para muchos otros problemas.
Sin embargo, la integración de Riemann no funciona bien al tomar límites de sucesiones de funciones, dificultando su análisis. Esto es de vital importancia, por ejemplo, en el estudio de la serie de Fourier, la transformada de Fourier y otros temas. La integral de Lebesgue permite saber cómo y cuándo es posible tomar límites bajo el signo de la integral.
La definición de Lebesgue también hace posible calcular integrales para una clase más amplia de funciones. Por ejemplo, la función de Dirichlet, que es 0 cuando su argumento es irracional y 1 en otro caso (racional), tiene integral de Lebesgue, pero no de Riemann.

## Construcción de la integral de Lebesgue
La exposición que sigue da la definición más común de esta integral, en la que la teoría de integración se compone de dos partes, a saber:
1. Una teoría de conjuntos medibles y medidas en estos conjuntos.
2. Una teoría de funciones medibles e integrales en estas funciones.

### Teoría de la medida
La teoría de la medida se creó para disponer de un análisis detallado de la noción de longitud de los subconjuntos de puntos de la recta real y, de forma más general, área y volumen de subconjuntos de espacios euclídeos. En particular, esta teoría nos brinda una respuesta sistemática a la pregunta: ¿a qué subconjuntos de {\displaystyle \mathbb {R} } se les puede asociar una longitud? Como se comprobó al desarrollar la teoría de conjuntos, es imposible asociar una longitud a cualquier subconjunto de {\displaystyle \mathbb {R} } de tal manera que se cumplan las propiedades de invariancia por traslación y de aditividad con respecto a la unión conjuntos. Estos conjuntos se llaman no medibles. 
Naturalmente, la integral de Riemann usa implícitamente el concepto de longitud. Un elemento básico de este tipo de integral son los rectángulos de base {\displaystyle [a,b]} y altura {\displaystyle [c,d]} cuya longitud (de la base) es {\displaystyle b-a} y cuya área es {\displaystyle (b-a)(d-c)}.
En el desarrollo de la teoría los libros más modernos (posteriores a 1950) se usa el método axiomático para definir la medida, es decir, que una medida es una función {\displaystyle \mu } definida sobre ciertos subconjuntos de un conjunto {\displaystyle E} que satisface una lista de propiedades.

### Integración de Lebesgue
Consideremos {\displaystyle \mu } una medida no negativa sobre σ-álgebra {\displaystyle X} de subconjuntos de {\displaystyle E}. Por ejemplo, {\displaystyle E} puede ser un espacio euclídeo n-dimensional {\displaystyle \mathbb {R} ^{n}} o algún subconjunto medible de él, {\displaystyle X} puede ser el σ-álgebra de todos los subconjuntos medibles de {\displaystyle E}, y {\displaystyle \mu } puede ser la medida de Lebesgue. En la teoría de la probabilidad {\displaystyle \mu } puede ser una función de probabilidad sobre un espacio de probabilidad {\displaystyle E}.
En la teoría de Lebesgue, el cálculo de integrales se restringe a un tipo de funciones llamadas funciones medibles. Una función es medible si la preimagen de cualquier intervalo cerrado pertenece a {\displaystyle X}, es decir, es un conjunto medible: 
{\displaystyle f^{-1}([a,b])\in X{\mbox{ para todo }}a<b.}
El conjunto de funciones medibles es cerrado bajo operaciones algebraicas, aunque más importante es el hecho de que esta clase también es cerrada al tomar límites de sucesiones de funciones:
{\displaystyle \liminf _{k\in \mathbb {N} }f_{k},\quad \limsup _{k\in \mathbb {N} }f_{k}}
es medible si las funciones que forman los términos de la sucesión {\displaystyle \{f_{k}\}_{k\in \mathbb {N} }}, son también medibles.
Vamos a construir la integral de Lebesgue : {\displaystyle \int _{E}fd\mu \quad } para funciones reales medibles {\displaystyle f} construidas sobre {\displaystyle E} en varias etapas calculando las integrales de funciones sencillas:
Función característica o indicadora: Dado un subconjunto {\displaystyle S} medible contenido en {\displaystyle E}, la función característica 1S toma valor 1 para los elementos pertenecientes a {\displaystyle S} y 0 para el resto. 
{\displaystyle \mathbf {1} _{S}(x)=\left\{{\begin{matrix}1&{\mbox{si}}\ x\in S\\0&{\mbox{si}}\ x\notin S\end{matrix}}\right.}
La integral de esta función ha de ser la medida del conjunto {\displaystyle S}.
{\displaystyle \int 1_{S}d\mu =\mu (S)}
Función simple: Una función simple es de la forma {\displaystyle \phi =\sum _{k}a_{k}1_{S_{k}}}, donde {\displaystyle a_{k}} son números reales y la suma es finita.
A partir del caso anterior más sencillo se puede asumir que el resultado de integrar una función simple sea: 
{\displaystyle \int \phi d\mu =\int {\bigg (}\sum _{k}a_{k}1_{S_{k}}{\bigg )}d\mu =\sum _{k}a_{k}\int 1_{S_{k}}d\mu =\sum _{k}a_{k}\mu (S_{k})}
A pesar de que una función simple se pueda expresar como distintas sumas, el resultado de la integral no varía.
Función no negativa: Sea {\displaystyle f} una función no negativa medible sobre {\displaystyle E}. Se define
{\displaystyle \int _{E}f\,d\mu =\sup \left\{\,\int _{E}\phi \,d\mu :\phi \leq f,\ \phi \ {\mbox{simple}}\,\right\}}
Funciones con signo: Una función con signo definida sobre {\displaystyle E} se puede escribir como suma de dos funciones no negativas:
{\displaystyle f=f^{+}-f^{-},\quad }
donde
{\displaystyle f^{+}(x)=\left\{{\begin{matrix}f(x)&{\mbox{si}}\quad f(x)>0\\0&{\mbox{en otro caso}}\end{matrix}}\right.}
{\displaystyle f^{-}(x)=\left\{{\begin{matrix}-f(x)&{\mbox{si}}\quad f(x)<0\\0&{\mbox{en otro caso}}\end{matrix}}\right.}
Si ambas integrales verifican 
{\displaystyle \int f^{+}d\mu <\infty ,\quad \int f^{-}d\mu <\infty ,}
entonces se puede definir la integral de Lebesgue de {\displaystyle f} de la siguiente manera
{\displaystyle \int fd\mu =\int f^{+}d\mu -\int f^{-}d\mu }

### Interpretación intuitiva
Folland resumió los dos distintos modos de aproximarse al concepto de integral de la siguiente forma: «para calcular la integral de Riemann se particiona (divide) el dominio {\displaystyle [a,b]} en subintervalos», mientras que en la integral de Lebesgue «se particiona el rango de {\displaystyle f}».
Imaginemos que queremos calcular el área de una curva. Tenemos dos métodos distintos para encontrar una aproximación a esta área:
- Método de Riemann-Darboux, en el cual dividimos la curva en columnas con la misma base y altura la correspondiente a la curva en el centro de la columna. El área de cada columna es igual a su altura por su base, y el área total de la curva viene dada aproximadamente por la suma de las áreas de todas las columnas. Este caso es equivalente a particionar el intervalo horizontal {\displaystyle [a,b]}.

- Método de Lebesgue, en el cual hacemos una partición en la imagen en capas horizontales, calculamos sus imágenes inversas y sumamos las áreas  {\displaystyle f(c_{k})\mu (f^{-1}([y_{i-1},y_{i}]))} , donde {\displaystyle c_{k}}pertenece al sector en la partición. El área total de la curva será aproximada por la suma de las áreas de todas las áreas del tipo anterior {\displaystyle (a_{k}\mu (S_{k}))}, que son uniones de rectángulos de misma altura.

### Ejemplo: la función de Dirichlet1Q{\displaystyle 1_{\mathbb {Q} }}
Consideremos la función característica de los racionales {\displaystyle 1_{\mathbb {Q} }} definida sobre el intervalo {\displaystyle [0,1]}. Esta función no es continua en ningún punto de su dominio, ¿será integrable?
- {\displaystyle 1_{\mathbb {Q} }}' no es integrable en el sentido de Riemann  {\displaystyle [0,1]}: no importa cuán fina sea una partición del intervalo {\displaystyle [0,1]}, cualquier subintervalo contendrá al menos un número racional y otro número irracional, ya que ambos conjuntos son densos en los reales. Por tanto, cualquier suma superior será 1, así como el ínfimo de todas las sumas superiores (suma superior de Riemann-Darboux) y cualquier suma inferior será 0, igual que el supremo de todas las sumas inferiores (suma inferior de Riemann-Darboux). Si el supremo y el ínfimo son distintos la integral de Riemann no existe.

- {\displaystyle 1_{\mathbb {Q} }} sí es integrable en el sentido de Lebesgue sobre {\displaystyle [0,1]}: dado que es la función indicadora de los números racionales, por definición

{\displaystyle \int _{[0,1]}1_{\mathbb {Q} }\,d\mu =\mu (\mathbb {Q} \cap [0,1])=0,}

ya que {\displaystyle \mathbb {Q} } es numerable.

## Propiedades básicas de la integral de Lebesgue
- Si dos funciones f y g son iguales en todas partes de su dominio salvo en un conjunto de medida nula y si f es integrable Lebesgue, entonces g es integrable Lebesgue y la integral de Lebesgue de ambas funciones será idéntica.

Si {\displaystyle \mu (\{x\in E:f(x)\neq g(x)\})=0} entonces {\displaystyle \int f\,d\mu =\int g\,d\mu }
- Linealidad ( u operador lineal): Si f y g son funciones integrables Lebesgue y a y b son números reales fijos, entonces

{\displaystyle \int (af+bg)\,d\mu =a\int f\,d\mu +b\int g\,d\mu }
- Monotonía: Si f y g son funciones integrables Lesbesgue y f < g, entonces

{\displaystyle \int f\,d\mu \leq \int g\,d\mu .}